# داتانگ
داتانگ (انگلیسی: Datang) شرکت برق چینی است، که در سال ۱۹۹۴ تأسیس شد.